# Abbasgoulou agha Bakikhanov
Pour les articles homonymes, voir Bakikhanov.
Abbasgoulou agha Bakikhanov (en azéri : Abbasqulu ağa Bakıxanov ; né le 4 juin 1794) est un poète azerbaïdjanais, écrivain, scientifique, penseur et traducteur.
Abbasgoulou agha Bakikhanov est l’un des éducateurs azerbaïdjanais du XIXe siècle. Il a jeté les bases de l’historiographie azerbaïdjanaise par son œuvre Gulustani –Iram. Il est l’auteur des poèmes en arabe et en persan sous le pseudonyme « Gudsi ». Il est l’un des fondateurs (en 1835) de l’association (medjlis) scientifique et littéraire nommée « Gulustan » à Gouba.
Abbasgoulou agha Bakikhanov participé en tant qu'interprète à la conclusion des traités de Gulistan (1813) et Turkmantchay (1828) dans les années 1820-1830, pendant son service militaire dans l’armée russe près du Tsar.

## Biographie
Abbasgoulou agha Bakikhanov est né dans une famille riche du village d'Amirdjan (Amiradjan) (ancien Khila), un des villages de Bakou. Son père, Mirza Mahammad Khan, provient des khans de Bakou. Sa mère Sofia, géorgienne d'origine se convertit à l’islam. Jusqu'à huit ans, Bakikhanov vit à Bakou. Il passe la première période de l’enfance dans les villages d'Amirdjan, Machtagha et Balakhani, en Abchéron. En 1802, ils déménagent dans le village d'Amsar à Gouba. Abbasgoulou agha y reste jusqu'en 1819. Il y suit ses études, y apprend l’arabe et le persan. En plus des langues orientales, Abbasgoulou agha essaye d’approfondir ses connaissances en littérature, théologie et philosophie.

## Œuvre
En 1819, Bakikhanov arrive à Tbilissi sur l’invitation d’A.Yermolov qui travaillait en tant que juge en chef et général du Caucase à cette époque–là. Il est embauché comme traducteur et interprète des langues orientales pour la Direction Générale Militaire de Caucase. Il exerce cette fonction pendant 26 ans. L’environnement de Tbilissi, les rencontres avec les poètes et intellectuels russe et européens laissent une bonne impression sur sa conception du monde. En outre, Bakikhanov fait la connaissance de A.S Griboyedov à Tbilissi. Le poète allemand Friedrich Bodenstedt, qui habite à cette époque à Tbilissi, apprécie beaucoup Mille et un jour en Orient de Bakikhanov.
Il a aussi écrit le Livre d'Asker.

## Voyages
A. Bakikhanov s'est lié d’amitié avec F. Bodenstedt, Fazil Khan Cheyda, Mirza Chafi Vazeh, Mirza Fatali Akhoundzada et d’autres. Il visite l'Azerbaïdjan du Sud en 1827. Dans les années 1833-1834, il séjourne à Varsovie et à Pétersbourg et il fait la connaissance de la famille du poète russe A.S. Puchkin. En 1835, Bakikhanov retourne à Gouba, continue son œuvre littéraire et scientifique et fonde une association (medjlis) littéraire Gulustan.